# ألان سوير
آلان لي سوير (1 يناير 1928-30 يونيو 2012)، لاعب كرة سلة أمريكي محترف في نادي واشنطن كابيتولز التابع للرابطة الوطنية لكرة السلة بواشنطن. لعب كرة السلة الجامعية في الولايات المتحدة لصالح الفريق الذي يمثل جامعة كاليفورنيا من عام 1945 إلى عام 1950. غاب عن نهاية موسم 1948–49 بعد استئصال الزائدة الدودية. بدأ مسيرته الاحترافية في سنة 1950. اختير من قبل فريق واشنطن كابيتولز خلال الدرافت. بلغ طوله 6 قدم 5 بوصة (2.0 م). اعتزل اللعب في 1951.

## روابط خارجية
- ألان سوير على موقع إن بي أي (الإنجليزية)
- ألان سوير على موقع سبورتس رفرنس (الإنجليزية)
- ألان سوير على موقع كلية كرة السلة في سبورتس رفرنس.كوم (الإنجليزية)
- ألان سوير على موقع ريلجم (الإنجليزية)
- ألان سوير على موقع بروبوليرز (الإنجليزية)